# Willi Geiger (Richter)

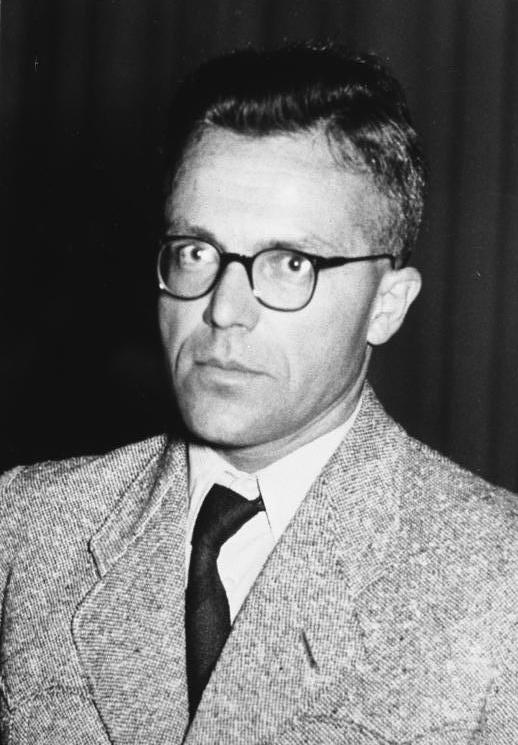
Geiger 1951

Willi Geiger (* 22. Mai 1909 in Neustadt an der Weinstraße; † 19. Januar 1994 in Karlsruhe) war ein deutscher Jurist. Während der Zeit des Nationalsozialismus war Geiger von 1941 bis 1943 Staatsanwalt beim Sondergericht in Bamberg. Nach dem Ende des Zweiten Weltkrieges war er Richter am Bundesgerichtshof und Richter des Bundesverfassungsgerichts.

## Leben
Nach dem Machtantritt der NSDAP und ihrer deutschnationalen Bündnispartner trat der Jurist Geiger 1933 der SA bei und wurde Schulungs- und Pressereferent. Seit 1934 gehörte er dem NS-Rechtswahrerbund und der Nationalsozialistischen Volkswohlfahrt an. Zum 1. Mai 1937 trat er der NSDAP bei (Mitgliedsnummer 4.092.600) und wurde 1938 in der SA zum Rottenführer befördert.
1940 verfasste er bei Wilhelm Laforet eine Dissertationsschrift zum Thema Die Rechtsstellung des Schriftleiters nach dem Gesetz vom 4. Oktober 1933. Darin rechtfertigte er unter anderem die Berufsverbote für jüdische und linke Journalisten. Die Vorschrift habe „mit einem Schlag den übermächtigen, volksschädigenden und kulturverletzenden Einfluß der jüdischen Rasse auf dem Gebiet der Presse beseitigt“. Im Literaturverzeichnis setzte er bei einigen Autoren Sternchen für „Verfasser ist Jude“. Journalistische Rekurse auf jüdische Texte seien ein Berufsvergehen. Dank des nationalsozialistischen Schriftleitergesetzes sei es gelungen, den deutschen Journalismus rasch und gründlich von unerwünschten Elementen zu säubern und der „marxistischen Presse“ den Garaus zu machen. Journalisten stellte er in diesem Zusammenhang Berufsbeamten gleich. In diesem Metier sei untragbar, wer sich – als Nichtarier (vgl. Arier) oder politisch und beruflich als „Schädling an Volk und Staat“ erwiesen habe. Um die Mitgliedschaft in einer linken Partei gehe es dabei nicht, sondern um die „erforderlichen persönlichen Eigenschaften“ des Journalisten. Dass ein Schriftführer grundsätzlich arischer Abstammung sein müsse, war von Geiger direkt aus dem Parteiprogramm der NSDAP abgeleitet worden.
1941 bis 1943 war Geiger als Staatsanwalt am Sondergericht Bamberg tätig. Er erwirkte dort in mindestens fünf Fällen Todesurteile, darunter gegen einen 18-Jährigen, der sexuelle Handlungen an einer Minderjährigen, die etwas jünger als er selbst war, begangen haben soll. Ein Gnadengesuch des Verteidigers wegen der Jugend des Angeklagten wies Geiger zurück. Er nahm an der Hinrichtung teil und setzte durch, dass sie durch Plakate und Pressehinweise öffentlich bekannt gemacht wurde. Ein anderes Urteil betraf einen Zwangsarbeiter, der gegen sechs bis acht junge Burschen, die auf ihn einprügelten, ein Taschenmesser gezogen hatte. Geiger legte nachdrücklich Wert darauf, das Todesurteil durch Plakatierung bekannt zu machen.
Nach dem Ende des NS-Regimes wurde Geiger im Entnazifizierungsverfahren als „entlastet“ eingestuft. Er wurde Oberlandesgerichtsrat am Oberlandesgericht Bamberg, hatte 1948 an der Julius-Maximilians-Universität Würzburg einen Lehrauftrag für Staats- und Verwaltungsrecht, wurde 1949 Leiter des Verfassungsreferates im Bundesministerium der Justiz und persönlicher Referent des ersten Justizministers Thomas Dehler.
Mehr als alle anderen Richter waren Geiger und sein Kollege Hermann Höpker-Aschoff mit der Erarbeitung sowohl des Grundgesetzes als auch des Bundesverfassungsgerichtsgesetzes betraut. 1950 wurde er als sog. „neutraler“ Richter (neben CDU/CSU bzw. SPD-Mitgliedern) an den Bundesgerichtshof (BGH) berufen. Ab Mai 1953 war er Präsident des III. Zivilsenats. Von 1951 bis 1977 war er Richter des Bundesverfassungsgerichts (BVerfG) und damit zehn Jahre zugleich an BGH und BVerfG. Durch die Freigabe der Protokolle des Bundeskabinetts stellte sich später heraus, dass er fortlaufend die Regierung Adenauer über die internen Entscheidungsprozesse in BGH und BVerfG informiert hatte. Geigers Amtszeit war die längste aller Verfassungsrichter, da BVerfG-Richter, die von Bundesgerichten kamen, bis zur Pensionierung amtieren konnten. 1954 wurde Geiger Honorarprofessor an der Deutschen Hochschule für Verwaltungswissenschaften in Speyer. Allein bis 1990 verfasste er über 300 Fachveröffentlichungen.
Maßgeblich geprägt hat Geiger das Urteil des Bundesverfassungsgerichtes zum Grundlagenvertrag vom 31. Juli 1973.
1975 bereitete er nach der Normalisierung der Beziehungen zwischen BRD und DDR als Berichterstatter das Verfassungsgerichtsurteil zum Radikalenerlass vor. Trotz seiner antisemitischen und antikommunistischen NS-Dissertation sah Geiger keinen Anlass, sich bei der Frage der Verfassungstreue von Beamten nun für befangen zu erklären, sondern schrieb – so die Bewertung des Rechtswissenschaftlers Ingo Müller – sein Beamtenbild fest: Die politische Treuepflicht verlange, dass ein Beamter sich in dem Staat, dem er dienen soll, zuhause fühlt – jetzt und jederzeit, nicht aber in seiner Haltung kühl und innerlich distanziert bleibe. Es gehe, hieß es, nicht darum, jemand wegen seiner Zugehörigkeit in einer politischen Partei zu benachteiligen, sondern um die Persönlichkeit eines Bewerbers. Diese habe zu gewährleisten, dass er jederzeit für die Freiheitliche demokratische Grundordnung eintrete. Ein Stück des Verhaltens, das beim Urteil über die Persönlichkeit erheblich sein könne, sei die Zugehörigkeit zu einer in der Politik als verfassungsfeindlich bezeichneten Partei, egal, ob rechtsförmig als verfassungswidrig verboten oder nicht. „Berufsverbot“ sei nur ein Schlag- und Reizwort, um zu emotionalisieren.
Von den Verfassungsrichtern wies allein Geiger „unverhohlen“ (Hans-Peter Schneider) ihnen die politische Aufgabe von „Mitgestaltern des politischen Prozesses“ zu.
1966 machten DDR-Zeitungen ein erstes Mal die Todesurteile Geigers am Sondergericht Bamberg öffentlich bekannt, westdeutsche mediale Ermittlungen bestätigten den Tatbestand. Zu justiziellen Ermittlungen und einer Anklage kam es nicht, aber es setzte öffentliche Kritik ein. Der in Israel lebende deutsch-jüdische Rechtsanwalt und Publizist Ernst Linz sprach in einem Beitrag für die sozialdemokratische Zeitung Vorwärts „Geigers Braune Weste“ an. Linz verwies auf seine Bemühungen um eine deutsch-israelische Verständigung und Geigers kontraproduktive Präsenz in der westdeutschen Justiz. Geiger „dürfte nicht einmal Amtsgerichtsrat in Durlach sein“. Linz hielt Geigers Treue zum Grundgesetz für fragwürdig und schätzte ihn als „rabiaten Antisemiten“ ein. Demgegenüber meinte die Deutsche National-Zeitung des völkisch-nationalistischen Verlegers Gerhard Frey, Geiger habe als „Richter alter Schule“ in vorbildlicher Weise dem Rechtsstaat gedient. „Erste Meriten“ habe er sich in Bamberg erworben.
Geiger war Mitglied der katholischen Studentenverbindungen KDStV Aenania München und KDStV Gothia Würzburg. Er gehörte der Juristenvereinigung Lebensrecht e. V. an, die für die Strafverfolgung des Schwangerschaftsabbruchs eintrat und publizierte in deren Schriftenreihe als prominenter Autor in den 1980er und 1990er Jahren zur „Rechtswidrigkeit des Schwangerschaftsabbruchs“ und gegen das Schwangeren- und Familienhilfegesetz.